# Enseada de Chantrey

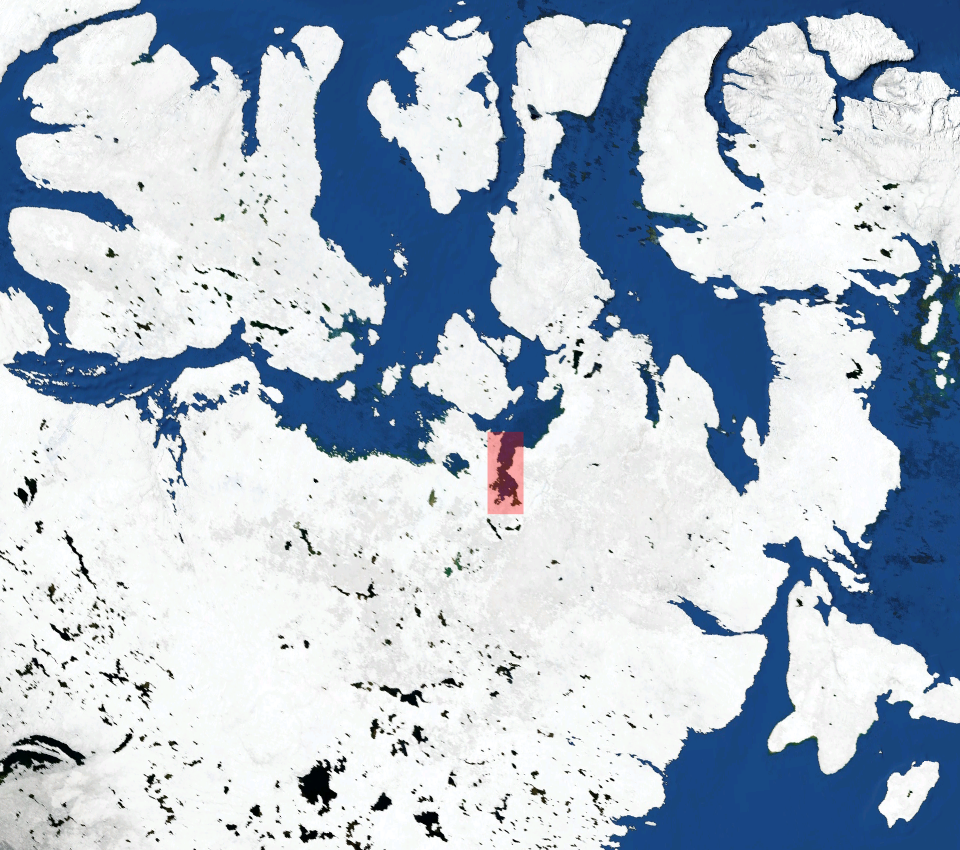
Localização da enseada de Chantrey

A enseada de Chantrey ou baía de Chantrey é uma baía em Nunavut, Canadá, na qual o rio Back desagua no oceano Ártico, a leste da península Adelaide. A baía inclui a ilha de Montréal.